# Дазенкур
Жозеф-Жан-Батист Альбуи, известный под сценическим псевдонимом Дазенкур (фр. Dazincourt; 11 декабря 1747, Марсель — 28 марта 1809, Париж) — французский актёр, педагог.

## Биография
Получил монастырское образование у ораторианцев. В 1766 году поступил на службу к маршалу де Ришельё и полюбил играть в комедиях нравов. Решив сделать это своей профессией, тайно отправился из Парижа в Брюссель, чтобы учиться театральному искусству.
Дебютировал на сцене любительского театра, затем стал выступать в Брюсселе. С 1776 года играл в парижском театре «Комеди Франсез», был одним из его ведущих комедийных актёров. Обладая изяществом, ловкостью, отточенной дикцией, тонкой интонационной выразительностью, Дазенкур занял видное место в труппе прославленного парижского театра.
Выступал в амплуа комического слуги: Созий («Амфитрион» Мольера), Любен («Нечаянности любви» Мариво), Криспин («Криспин, соперник своего господина» Лесажа) и других.

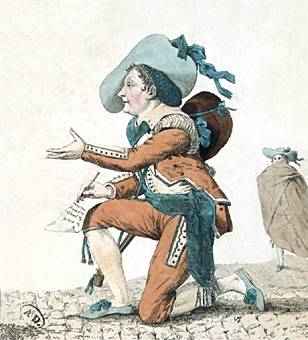
Дазенкур в пьесе «Севильский цирюльник» Бомарше

Дазенкур был первым исполнителем роли Фигаро («Женитьба Фигаро», Бомарше, 1784).
Типичный актёр «высокой комедии», Дазенкур был лишён непосредственности, яркой жизнерадостности, присущих его старшему товарищу Превилю. Актёра часто упрекали в рассудочности, нарочитой отделанности, чеканности ролей. Играя Фигаро, Дазенкур стремился «облагородить» его образ, придать ему аристократические черты. Но блестящее речевое мастерство помогло ему тонко и точно донести до зрителя мысли Бомарше.
В 1771—1776 годах выступал на сцене театра Ла Монне.
В годы Французской революции (1789—1794) Дазенкур создал ряд образов в революционной драматургии (Горжи — «Пробуждение Эпименида в Париже» Карбона Фленса, 1790; Дюбуа — «Филинт Мольера, или Продолжение Мизантропа» Фабра д’Эглантина, 1790, и другие). Но следуя монархическим воззрениям, Дазенкур принимал участие и в контрреволюционном репертуаре (Плод — «Друг законов» Лея, 1793, и др.), в результате чего был вместе с труппой театра «Комеди Франсез» арестован якобинскими властями.
После революции, продолжая играть в театре, Дазенкур стал профессором драматических классов консерватории. В период Империи был руководителем придворных спектаклей.